# Nemestrinidae
Famille
Nemestrinidae est une famille d'insectes diptères brachycères.

## Liste des genres
Selon Catalogue of Life (28 févr. 2013) :
- genre Atriadops
- genre Ceyloniola
- genre Cyclopsidea
- genre Fallenia
- genre Hirmoneura
- genre Moegistorhynchus
- genre Nemestrinus
- genre Neorhynchocephalus
- genre Nycterimorpha
- genre Nycterimyia
- genre Prosoeca
- genre Protonemestrius
- genre Sinonemestrius
- genre Stenobasipteron
- genre Stenopteromyia
- genre Trichophthalma
- genre Trichopsidea

## Liste des sous-familles
Selon Fauna Europaea (3 juillet 2013) :
- sous-famille Hirmoneurinae
- sous-famille Nemestrininae
- sous-famille Trichopsidiinae